# Kravaře (Liberec)
Kravaře é uma comuna checa localizada na região de Liberec, distrito de Česká Lípa‎.